# Monnezza e libertà
Monnezza e libertà è un racconto scritto da Luciano De Crescenzo e pubblicato a cura del Corriere della Sera.

## Trama
Monnezza e libertà è un viaggio nella Napoli d'oggi, città sommersa dai rifiuti, e soprattutto l'occasione per raccontare il nuovo incontro tra il professor Bellavista e il dottor Cazzaniga. La loro chiacchierata si trasforma, intervallata da un mare di ricordi e pensieri che s'inseguono davanti a un'impepata di cozze e un piatto di spaghetti, in un'analisi, divertente e a tratti impietosa, della realtà attuale; una carrellata di usi e costumi (ma anche abusi e malcostumi) della civiltà moderna. Un paradossale viaggio tra i rifiuti per capire che la monnezza, alla fine, forse è persino un simbolo di progresso e libertà.